# Blue Danube
Blue Danube foi uma banda austríaca que representou o seu país no Festival Eurovisão da Canção 1980. O grupo cantou o tema "Du bist Musik" (Tu és música), em que fala de músicos e tipos de música e foi a primeira a actuar no concurso. Terminou em oitavo lugar, com 64 pontos. A referida banda era composta por Marty Brem, Wolfgang 'Marc' Berry, Sylvia Schramm, Rena Mauris e Wolfgang Weiss.